# Ermita de San Emeterio
La ermita de San Emeterio (en asturiano, ermita de Santu Medé) es un templo situado en la campa de San Emeterio, junto al camino de acceso de la cueva del Pindal, a las afueras de la localidad de Pimiango, parroquia de Colombres, en el concejo asturiano de Ribadedeva. Muy cercana a esta se levanta la iglesia de Santa María de Tina, y por el interés histórico-arqueológico de ambas, el Principado de Asturias procedió a declararlas conjuntamente como Bienes de Interés Cultural, con las categorías de monumento y de zona arqueológica.

## Historia
No hay ninguna documentación escrita sobre la historia de la ermita hasta finales del siglo XVIII, existiendo estudiosos que remontan su fundación a finales del siglo XII, vinculándola a la familia Laso Mogrovejo, procedente de Potes. La documentación más antigua que se conserva de la capilla es de 1719, y en ella consta que a la misma se vinculaba una huerta y dos heredades, y que recibía limosnas en especie como maíz y escanda. En un escrito de 1726 se menciona la colocación de la tarima del altar y las vigas de la pared, mientras que en un documento de 1728, se advierte por parte del Visitador, de la necesidad de mantener la ermita con toda la limpieza y aseo.
Esta se localiza en una campa rodeada de bosque, a la que acudían numerosos personas atraídas por los milagros y «maravillas que obran y obraron para sus devotos, de cuyos prodigios dan testimonios las paredes de dicho templo y otras tradiciones», según se indica en los papeles de Francisco Martínez Marina. Al cuidado de la ermita se encontraba un vecino del pueblo, que debía mantener encendida todas las noches una luz, para guía de caminantes y peregrinos, y darles refugio.

## Arquitectura

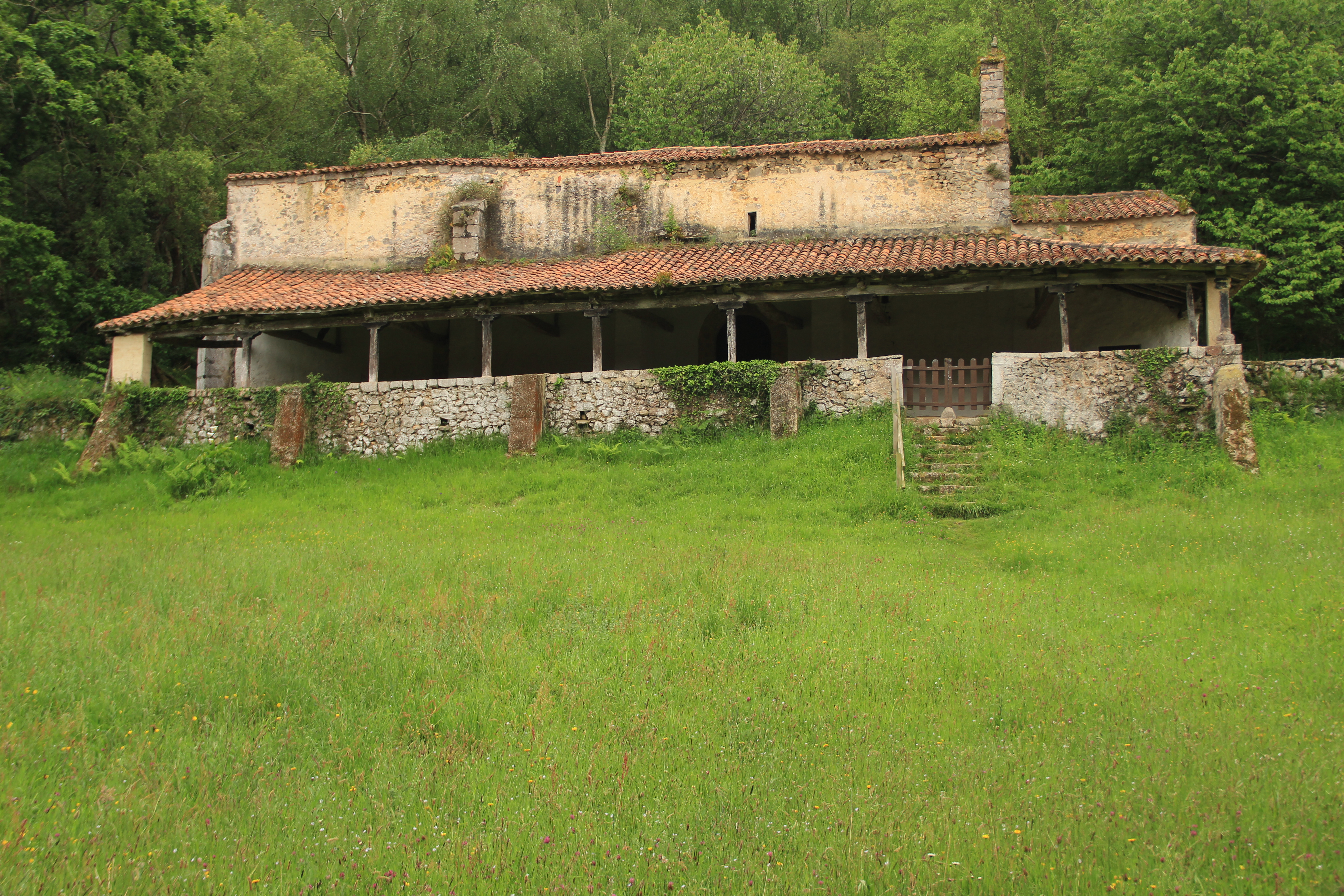
Ermita. Fachada norte.

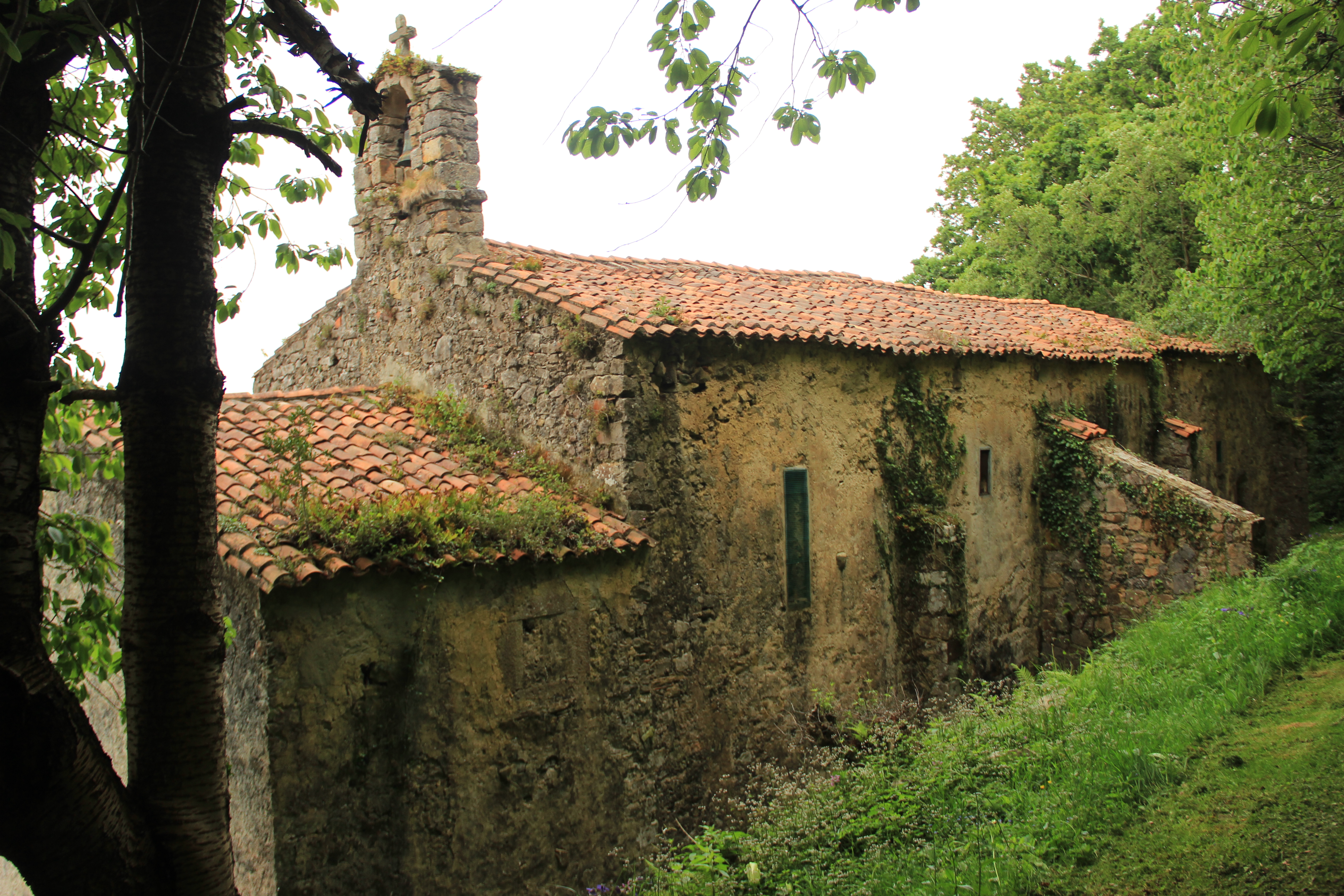
Ermita. Lateral sur.

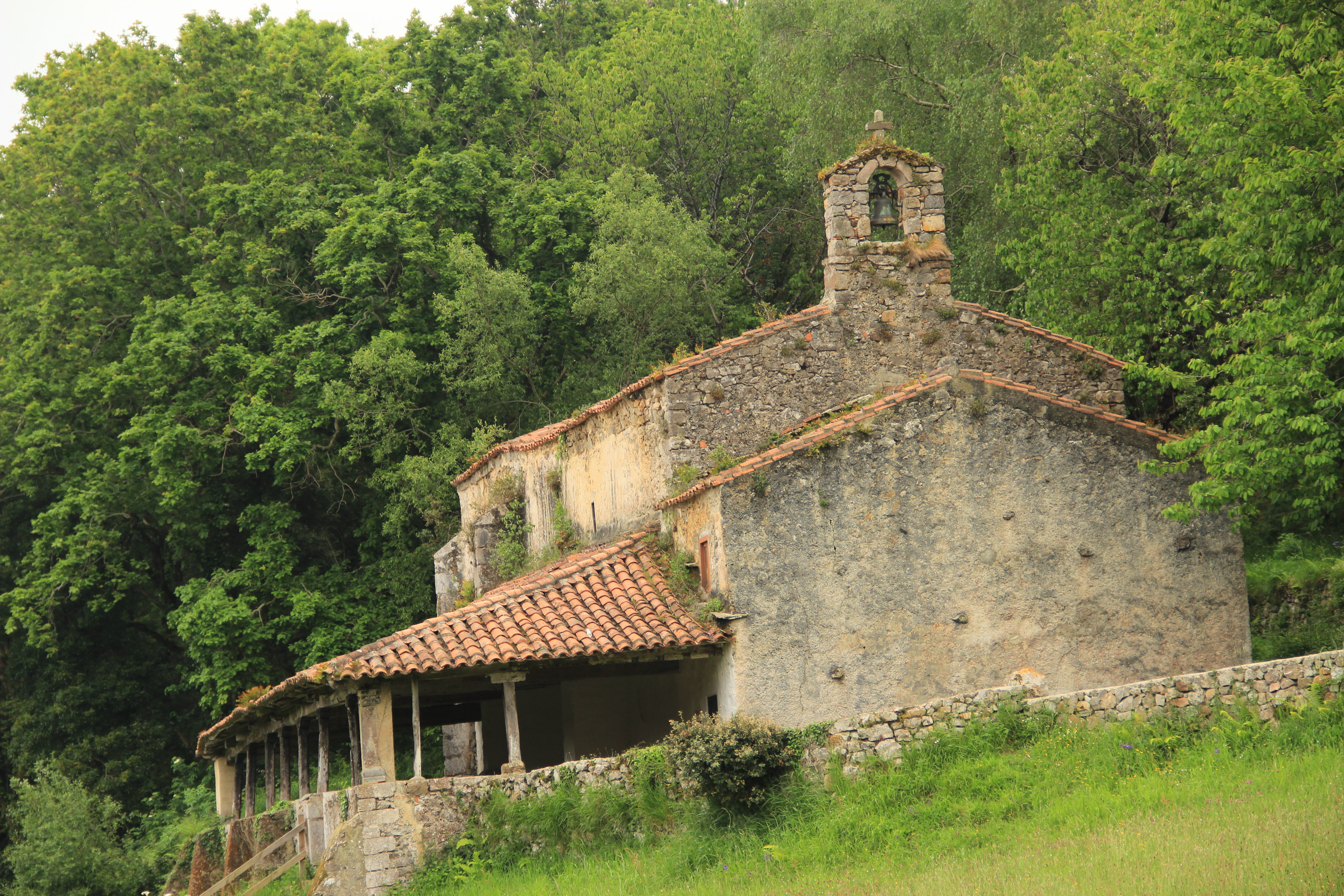
Ermita. Imafronte y fachada norte.

La planta del templo consta de una nave rectangular rematada por el cuerpo cúbico de la cabecera, cubiertas al exterior con tejado a dos y tres aguas respectivamente; estando rematados los muros de la cabecera por una línea de imposta plana. El flanco sur del templo está semienterrado en la ladera que limita el terreno sobre el que se levanta. Un pórtico a un agua sobre columnas protege el flanco norte, cuyo muro se refuerza por tres contrafuertes. Parte del imafronte está oculto por un cuerpo adosado posiblemente en el siglo XIX o a principios del XX, cubierto a dos aguas por debajo de la nave.
En el exterior los muros están construidos con mampostería, reservándose los sillares para las esquinas, vanos y contrafuertes angulares de la cabecera; estos últimos se disponen en diagonal reforzando el muro testero. El único elemento de posible filiación medieval visible al exterior es una aspillera que calaba el muro testero, cegada con ladrillo en la actualidad.
El interior de la ermita alberga elementos arquitectónicos que reproducen las formas constructivas tardogóticas, que coexisten con otros datables en época moderna.
La nave se divide en tres tramos, separados por arcos fajones apuntados de dovelas lisas que apoyan en pilastras con impostas prismáticas, hoy semiocultas en su parte inferior por un banco corrido que se extiende a lo largo de los muros de la nave. El arco triunfal, de trayectoria apuntada y dovelas lisas, se apoya en pilastras con impostas planas semejantes a las que separan los tramos de la nave, de dudosa adscripción bajomedieval.
La cabecera cubre con bóveda de crucería cuatripartita, cuyos nervios, arrancan de mensulillas cónicas y se rematan por una clave cuadrada en la que se labra una cruz; una línea de imposta plana de piedra vista, recorre sus tres muros. La ermita se ilumina por varios vanos abiertos en el muro sur de la nave y cabecera; algunos de ellos son aspilleras y otras pequeñas ventanas cuadradas de datación posterior.
En el interior, en época reciente se debieron construir el murete bajo que separa el presbiterio de la nave, los dos altares de fábrica que se adosan al flanco exterior del arco triunfal, y el coro alto de los pies de la nave, que debió sustituir a una anterior tribuna barroca, a juzgar por los fragmentos de zapatas de madera talladas, que se han reutilizado en diversas zonas de la cubierta de madera de la nave. Rematando el retablo del altar mayor, de factura reciente, se dispone una talla de busto policromada de El Salvador, de posible datación barroca.
Los únicos elementos arquitectónicos añadidos en época moderna al templo primitivo son el pórtico, en el que destaca el enlosado del pavimento, y la espadaña de un ojo de medio punto que remata el imafronte. En el flanco sur de la nave se abre una portada de medio punto, que podría datar del barroco y ser contemporánea del pórtico.
Frente a la ermita, en la campa de Santumedé, se levanta un pequeño altar con cubierta a tres vertientes apoyadas en columnillas de capitel moldurado. Es la llamada «capillita» o humilladero, en cuyo altar se deposita el santo el día de la fiesta.
Por Decreto 8/2020, de 5 de marzo, del Principado de Asturias (B.O.P.A. nº 52 de 16/03/2020, y B.O.E. nº 126 de 06/05/2020), la Ermita de Santu Medé (junto con la Iglesia de Santa María de Tina), fue declarada Bien de Interés Cultural.